# Homo zapiens (Génération P)
Homo zapiens (Génération "P") est le titre du roman (en russe : Поколение "П") de Viktor Pelevine sur la génération russe, qui est devenue adulte et s'est formée au point de vue politique durant les années 1990, à l'époque des réformes politiques et économiques de Boris Eltsine. L'action du roman se déroule à Moscou, durant ces années 1990. Le héros principal du roman est Babylen Tatarski, un jeune homme intelligent, diplômé de l'Institut de littérature Maxime-Gorki.Il a reçu un prénom inhabituel, choisi par son père, du fait de son admiration pour le poème sur Baby yar, dont il reprend les deux premières syllabes Baby, et, en même temps, pour Vladimir Lenine qui termine le prénom avec la syllabe Len. Tatarski est une image de la Génération P , des années 1970 en URSS.
Pour cette génération comme 

« pour Tatarski, c'était comme imaginer une Allemagne de 1946 où Goebbels éructerait à la radio des critiques hystériques sur l'abîme dans lequel le national-socialisme avait entraîné la nation, où l'ancien commandant du camp d'Auschwitz présiderait une commission chargée de la capture des criminels nazis... »

Babylen Tatarski se retrouve par hasard dans le monde de la publicité et développe ses talents en composant des slogans publicitaires. Il devient ainsi concepteur-rédacteur (copywriter en anglais), puis finalement créateur. La tâche de Babylen est d'adapter la publicité pour les produits étrangers à la mentalité russe. Puis il devient créateur de réalité télévisuelle destinée à remplacer la réalité qui nous entoure. Il participe à la création d'images de personnalités actives en politique et à la vie politique du pays avec l'aide de la technologie de l'infographie. Mais il est constamment tourmenté par des questions éternelles qui lui envahissent l'esprit. Il devient ainsi un véritable dieu vivant, l'époux terrestre de la déesse Ishtar.
Le roman est publié une première fois en 1999 . Déjà avant sa publication, des extraits apparaissaient sur internet, ce qui a permis à la critique de sortir ses premières impressions, et au public de s'y intéresser. Cette parution de Generation P (traduit Homo zapiens en français) était attendue depuis longtemps puisqu'elle n'a été publiée que deux ans après le roman précédent de Pelevine : La Mitrailleuse d'argile. Au début Pelevine a commencé à publier dans la revue Znamia. Puis avec Génération P (Homo zapiens) il abandonne les revues et publie un livre.

## Nom du roman

Selon une des interprétations existantes, la lettre associant le П (p) еt le Ц (ts), soit ПЦ est un acronyme de Pizdets (пиздец) qui a été inventée par Iouri Balashov pour l'affiche du film Generation "П". Dans un tel contexte la lettre «П» dans le titre signifie merde !, et l'association au mot génération désigne la « Génération de merde » — « la génération perdue ».

De l'avis des critiques, le nom du roman a été conçu pour un groupe cible spécifique mais permet au lecteur de trouver une signification personnelle à la lettre « P ». Celui qui cherche l'explication du sens de la lettre « P » finit par la trouver, parce que, dans tout le roman, sont dispersés différents indices sur les significations possibles de cette lettre. Certains critiques et lecteurs trouvent leur propre signification qui diffère des autres en inventant leur interprétation personnelle. Selon Pelevine, il y va, dans le langage, d'une réaffectation de signification dans le but de donner à un mot une approche différente tant au point de vue psychologique que du point de vue social,.
Dès la première page du roman il est fait référence à la lettre « P » et il est renvoyé vers la marque Pepsi-Cola. La signification de la lettre « P » dans le titre du roman peut aussi être recherchée du côté du mat. Dans le contexte de l'interprétation du titre du roman comme La génération perdue l'auteur décrit la vie de cette génération comme celle qui «…souriait à l'été, à la mer et au soleil. Et préférait „Pepsi“»,. Le littérateur et publiciste Gennadi Mourikov observe que le mot generation est écrit en anglais en alphabet latin, аlors que le «П» est écrit en caractère russe. Ce qui fait : Generation П (sans accents sur les "e" en anglais). À son avis c'est précisément pour souligner que c'est un putain ou un merde russe : le mot pizdets.
Dans le Dictionnaire des gros mots russes, le mot пиздец (pisdets)(пизда signifie sexe féminin) est renseigné comme signifiant : connard, connasse ; fin des haricots (très usité en ce sens), mais peut encore être une expression, une exclamation de joie.
Il faut remarquer que la version russe de Wikipédia sur Generation "П" est précédée d'un bandeau signalant que la page contient du vocabulaire obscène (Обсценная лексика), (nenormativna leksika /ненормативную лексику). François Le Guevellou note à ce propos : «... en dépit des réserves trop souvent formulées à l'endroit de la prétendue froideur de tempérament des Russes, dont la cause est peut-être à trouver dans la censure continuelle de l'expression (notamment linguistique) de leurs affects et émotions... ».
Dans son roman Le livre sacré du loup-garou, les traducteurs de Pelevine définissent le mot pizdets soit comme : « catastrophe, foutu » soit inversement comme: « expérience extraordinaire, le pied » .
Une note des traducteurs figure sous les références à un chien boiteux à cinq pattes qui s'appelait Pizdets et était désigné par la lettre «П». Ils signalent que ce mot d'argot est dérivé de pizda, sexe féminin. Mot très grossier, mais appartenant au vocabulaire du russe ancien.
Le nom donné à la génération "P" par Pelevine est encore, selon Dmitri Golynko-Volfson, une périphrase tirée du roman de Douglas Coupland Generation „X“ et du film de Gregg Araki The Doom Generation. Certains critiques interprètent aussi le titre du roman comme « La génération Pelevine »,.
La version française du roman a choisi le titre Homo zapiens. Les développements de Pelevine sur l'inexistence de l'homo zapiens , qui n'est plus qu'une luminescence de l'âme endormie sont nombreux.

« ... le zapping forcé dans lequel le téléviseur se transforme en commande à distance n'est pas simplement une méthode d'organisation des séquences d'images, mais le fonctionnement même de la télévision, le procédé principal d'action des champs publicitaires et informatifs. C'est pourquoi nous désignerons le sujet... comme un homo zapiens ou HZ.... de la même manière que le téléspectateur ne souhaitant pas regarder un pavé publicitaire zappe d'une chaîne à l'autre, les technomodifications instantanées et imprévisibles zappent le téléspectateur lui-même. Passant à l'état d'homo zapiens, il devient une émission de télé dirigée à distance. Et c'est dans cet état qu'il passe une partie considérable de son existence... »

## Les personnages
Pelevine, lors de l'une de ses conférences par internet explique que dans son roman Génération „P“, il n'y a pas de héros, qu'il n'y a seulement des personnages, des figures de personnages. Ils sont tirés directement de la vie en Russie dans les années 1980 et 1990. Des « nouveaux russes » et des gens ordinaires, des bandits et des gens de l'élite dirigeante, des toxicomanes, le lumpenprolétariat et des annonceurs cyniques qui dirigent tous les évènements. De l'avis de nombreux critiques, les héros du roman peuvent être divisés en trois groupes de personnages. Pour relier les différents sujets entre eux l'auteur crée le groupe composé de Hussein, Morkovine, Farsouk Seifoul-Ferseikine. Un autre groupe est formé de Pougine, Khanine, Maliouta, Blo, Guireïev, Azadovski. Hussein rencontre le héros principal dans la phase initiale du récit, il tente de s'imposer dans le récit, mais leurs chemins se séparent chaque fois.
- Babylen (Vladimir) Tatarski — protagoniste du roman.
- Hussein est un bandit tchetchène, pizzo, disposant d'un kiosque dans lequel Babylen travaille comme vendeur.
- Sergueï Morkovine est un camarade de classe de Babylen, qui a ouvert à ce dernier l'accès à l'espace post-soviétique et l'a invité à travailler pour l'agence de publicité Draft Podium. Morkovine aide le héros principal à parfaire toute son évolution[27].
- Dmitri Pougine est un homme à la moustache noire et aux yeux brillants qui, dans le passé, a travaillé comme taximan à New York et a ramené de là ses idées sur la mentalité soviétique.
- Andreï Guireïev est un camarade de classe de Tatarski et qui lui fournit de l'amanite. Il est habillé d'une longue soutane bleue, surmontée d'un gilet népalais brodé.
- Vladimir Khanine est propriétaire de l'agence de publicité dans laquelle a travaillé Babylen.
- Leonide (Legion) Azadovski est un jeune homme gros et râblé qui prend beaucoup de cocaïne. Il a joué des seconds rôles pour des films publicitaires. Le nom Azadovski est une reprise satirique de Konstantin Markovitch Azadovski (ru), président du jury du Prix Booker russe 1999[28].
- Vovtchik Maloï c'est le protecteur de Khanine, son toit. Il a commandé à Tatarski une conception de l'idée russe. Il est tué lors d'une confrontation avec les Tchétchènes. On fait mention de lui dans le roman de Pelevine La Mitrailleuse d'argile, il agit en tant que directeur commercial d'un hôpital psychiatrique dans lequel réside le personnage principal.
- Farsouk Seïfoul-Fartseïkine est un analyste TV, ancien secrétaire de Komsomol chez les Allemands de la Volga.
- Sacha Blo est un journaliste brillant au début du roman, mais un perdant qui sait s'adapter durant les chapitres suivants. Il est propriétaire d'une voiture chère et d'un capital impressionnant. De l'avis des critiques, Sacha Blo peut être vu comme un as du journalisme commercial, auteur de centaines d'articles par an qui s'est formé son cercle de lecteurs[29].

Les noms des héros ne servent pas seulement à les désigner mais les situent dans un environnement social. Dans les dialogues, différentes variantes des noms sont utilisées et un nombre important de réflexions se rapportent à leur sémantique. Pour les personnages périphériques, des noms plus simples sont utilisés.

### Babylen Tatarski
Le protagoniste du roman est Babylen Tatarski, un jeune homme de l'intelligentsia, diplôme de l'Institut de littérature Maxime-Gorki. Il a reçu son prénom inhabituel composé de Baby et de Len de son père qui aimait à la fois les premiers mots du mot du célèbre poème d'Evgueni Evtouchenko intitule Babi Yar et Vladimir Lénine. Le prénom de Babylen le gênait et il aurait préféré s'appeler Vladimir. Certains critiques observent que son nom ressemble également à celui de la ville de Babylone, un peu comme une marque. Comme l'écrit un collègue de Tatarski, « chacun a son programme, chaque marque a sa légende ». Quelque temps après l'effondrement de l'URSS, sans emploi, Babylen s'installe comme vendeur dans un kiosque. Il y acquiert deux qualités : un cynisme sans limite et une capacité à déterminer la solvabilité des acheteurs rien qu'en examinant leurs mains au comptoir.
Le hasard le fait tomber dans le monde de la publicité, où ses talents de compositeur de slogans publicitaires peuvent s'épanouir. Il devient d'abord copywriter, puis creator. Son job consiste à adapter la publicité pour des marchandises étrangères à la mentalité russe, et il le réalise avec succès. Puis, Tatarski devient créateur de réalité télévisuelle, qui remplace la réalité environnante au point que le héros lui-même perd sa personnalité, qui devient dépassée, et se construit à la place un système de symboles commerciaux. Tatarski crée des images télévisuelles d'hommes politiques du pays grâce à la technologie informatique graphique. Mais il est constamment tourmenté par des problèmes éternels du fait de sa création de réalité simulée dont il ne sait pas en définitive qui la gère. Finalement il devient un dieu vivant, l'époux terrestre de la déesse Ishtar,. Ou, plus exactement, l'image numérique et illusoire de Tatarski devient l'époux terrestre rituel de la déesse et peut s'unir à celle-ci.

## Sujet

La carte de visite de Génération "P" est un clip publicitaire, dans lequel un singe boit un Pepsi-Cola et démarre dans une jeep de luxe pour aller embrasser des filles en bikini. « En fait le clip permet de faire comprendre à un grand nombre de singes qui végètent en Russie qu'il est temps de se transformer en jeep et d'aller vers les filles des hommes ». Le clip peut présenter un avantage pour Coca-Cola dans les pays où la théorie de l'évolution est rejetée.

L'histoire du roman commence par un récit sur la génération qui était autrefois en Russie et avait choisi « Pepsi », et à laquelle appartient Tatarski. Babylen Tatarski, après avoir lu des poèmes de Boris Pasternak, abandonne l'institut technique et entre à l'institut de littérature au département traduction des langues des peuples de l'URSS. Après quelque temps, l'URSS se disloque, et surviennent les réformes économiques des années 1990. Il s'installe comme vendeur dans un kiosque dont le parrain est Hussein. Là, Tatarski rencontre un jour Sergueï Morkovine qui a étudié aussi à l'institut linguistique et qui s'occupe de publicité.
Morkovine entraîne Tatarski à l'agence de communication « Draft Podium », dont le directeur est Dmitri Pougine. Le premier travail qui lui est confié est la création de publicité pour la combinat de confiserie Lefortovo, qui lui permet de devenir copywriter. Petit à petit il développe des concepts publicitaires, ou plutôt adapte à la mentalité du consommateurs russes des concepts publicitaires occidentaux. Pougine charge alors Tatarski de développer un concept publicitaire pour la cigarette « Parliament ». Tatarski se souvient d'un travail réalisé lors de son cours d'histoire qui portait le titre de Brève histoire du parlementarisme en Russie. Tout en cherchant son syllabus, il tombe sur une autre dont le titre est Tikhamat. Peut-être est-ce une allusion au concept de la mythologie mésopotamienne « Tiamat », qui est l'océan du chaos primitif à partir duquel tout est apparu, parmi lequel les dieux eux-mêmes. On parle aussi dans ce syllabus de la déesse Ishtar chez les chaldéens, des objets rituels dont un miroir, un masque et un champignon. Pour que n'importe quel habitant de Babylone puisse devenir l'époux de la déesse, il doit boire une potion à base d'amanite, monter en haut de la ziggurat et y répondre à trois énigmes posées.
Le lendemain, Tatarski rencontre son ancien camarade de classe Andreï Guireïev, qui l'a invité chez lui. Dès son arrivée, son ami lui fait essayer de l'amanite séchée. Bientôt son esprit acquiert une telle liberté qu'il ne parvient plus à la contrôler. Guireïev est effrayé par l'état de Tatarski et s'enfuit. Tatarski essaie de le poursuivre et se retrouve dans un chantier abandonné.
Sur ce chantier, il voit un bâtiment inachevé qui ressemble à un cylindre à gradins surmonté d'une tour autour de laquelle s'enroule une route en spirale. Tatarski commence à grimper sur cette ziggurat particulière. Sur son chemin il trouve trois objets : un paquet de cigarettes de marque « Parlement », de la monnaie pour trois pesos cubains avec la reproduction de Che Guevara et un taille-crayon en plastique en forme de téléviseur. Après ce périple les conceptions publicitaires de Tatarski ont commencé à s'améliorer sensiblement. La question de savoir si Tatarski a déjà utilisé de la cocaïne n'est pas posée dans le roman. Un jour, dans un bar, on lui propose un timbre-poste, imbibé de LSD. Le lendemain matin, un certain Vladimir Khanine lui téléphone et lui annonce que Dmitri Pougine a été tué. Il se rend au bureau de Khanine et en arrivant il voit sur son bureau une affiche avec trois palmiers
sur une île tropicale. Ce sont les mêmes palmiers dont il a vu l'hologramme sur la paquet de cigarette « Parlement » qu'il avait trouvé dans la ziggurat. Tatarski commence à travailler pour l'agence de Khanine dont le nom est Conseiller secret . Mais il se tient sur ses gardes du fait que Khanine connaît son nom sans qu'il le lui ait donné.

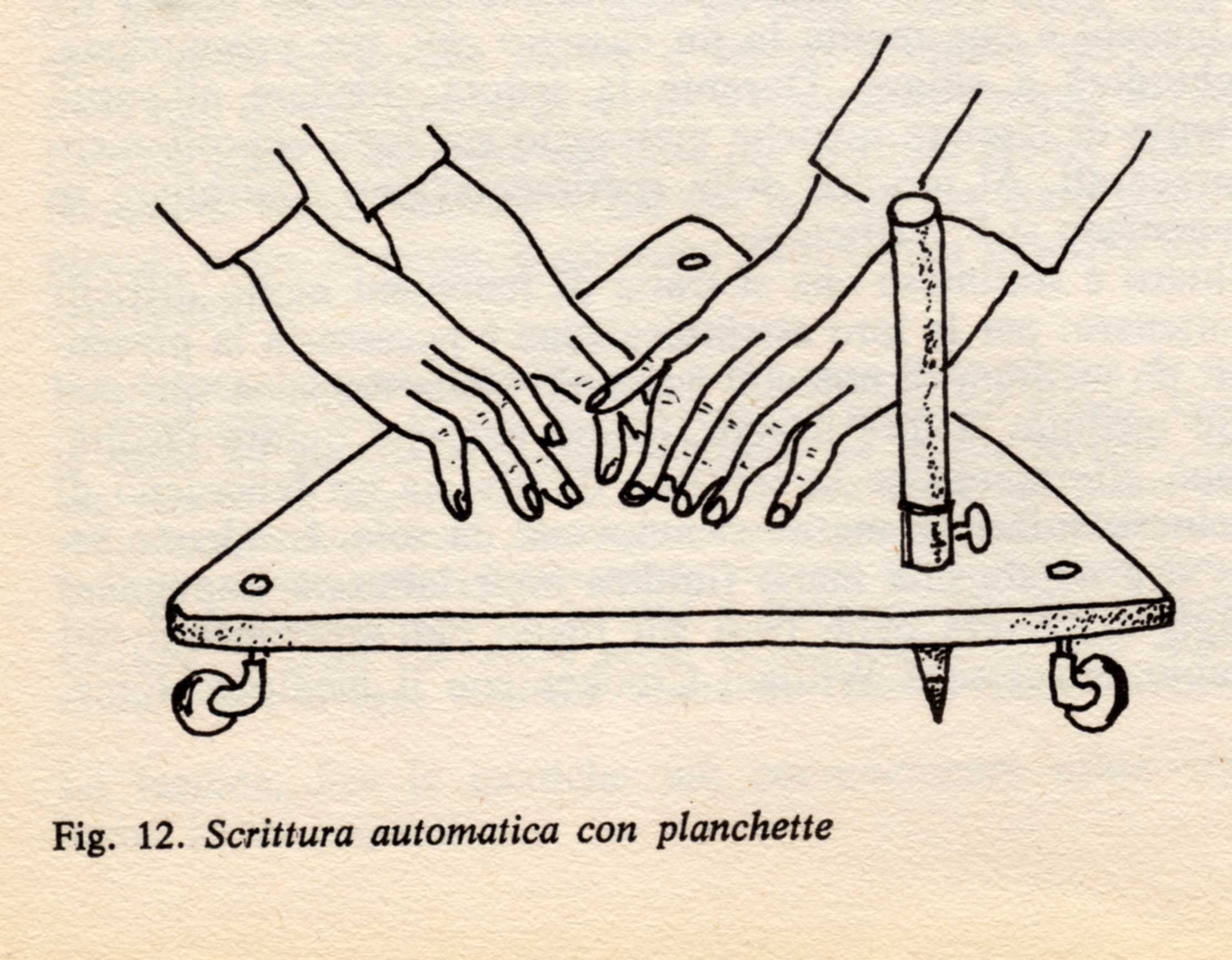
Modèle de planchette de spiritisme Ouija

En promenant, Tatarski voit un magasin dans lequel on vend un T-shirt représentant l'image de Che Guevara et une planchette pour des séances de spiritisme. Rentré chez lui, Tatarski tente d'appeler l'esprit de Che Guevara pour apprendre des concepts nouveaux sur la publicité. La planchette a fonctionné toute la nuit et sort un texte sur « L'identité comme stade supérieur du dualisme ». Le texte propose une théorie sur la transformation de l'homme en Homo sapiens. L'esprit de Che-Guevara formule également la théorie des wow-impulsions.

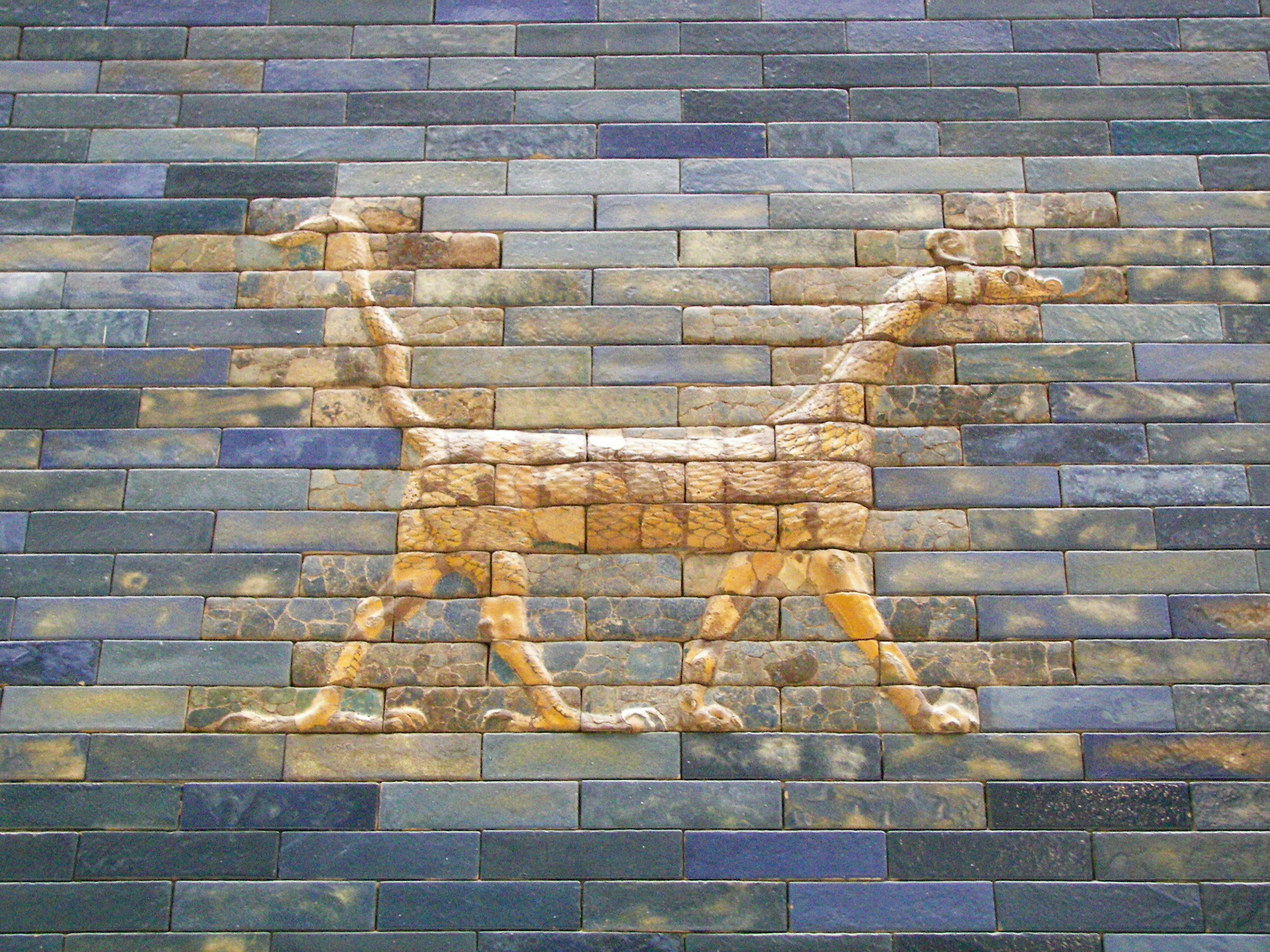
Le Dragon rouge

. Le Dragon rouge est une créature représentée sur les portes d'Ishtar à Babylone, que Babylen rencontre lors de son trip psychédélique.
Outre Tatarski, deux autres créateurs travaillent dans l'agence de Khanine : Serioja et Maliouta. Quelques jours plus tard, Tatarski essaye le LSD dont est imprégné le timbre-poste reçu. En attendant que le produit agisse, il lit le dossier qu'il a trouvé et qui porte le nom de « Tikhamat ». Sur une des pages il voit la photo d'un ancien bas-relief dont la figure centrale est Enkidu, tenant des deux mains un fil auxquels sont attachés des gens. Le fil leur entre par la bouche et sort par la fissure anale. Chaque fil se termine par une roue. Selon la légende, les gens devaient d'abord grimper sur le fil, « d'abord l'avaler, puis le saisir alternativement par la bouche et l'anus ». Subitement Tatarski se retrouve dans la rue d'une ville inconnue au-dessus de laquelle s'élève une tour, pareille à une pyramide à degrés et brillant d'un feu aveuglant. Tatarski lève les yeux et le feu commence à l'attirer. Il voit alors que ce n'est pas une tour, mais une énorme figure humaine. Quand il revient à lui, Tatarski, « entend palpiter dans ses oreilles un mot incompréhensible: soit „Sirroukh“, soit „Sirrouf“ ». Puis, il entend une voix qui dit s'appeler Sirrouf et lui explique qu'en prenant du LSD ou de l'amanite, l'homme sort des limites de son monde. Le timbre-poste qu'à avalé Tatarski l'a entraîné jusqu'à cet endroit où il se trouve. Sirrouf est le gardien de la Tour de Babel, mais ce que Tatarski a vu Sirrouf l'appelle Tophet. C'est le lieu de crémation du sacrifice, là où brûle la flamme et dans laquelle se consume l'identité de l'homme. Tatarski voit le feu mais c'est seulement parce qu'il a mangé un produit laissez-passer. La plupart des gens ne voient qu'un écran de télévision au lieu du feu.
Tatarski se réveille avec une terrible gueule de bois et se sert une bière. Il retombe par hasard sur Hussein au kiosque où il travaillait. Hussein exige un pas de porte pour son abandon de poste au kiosque. Heureusement Vovtchik Maloï, le protecteur de Khanine s'annoncent par paging au bon moment pour Tatarski. Vovtchik Maloï a commandé à Tatarski un mémoire sur le concept de L'Idée russe. Mais Tatarski n'a pas réussi à en sortir un malgré ses recherches par spiritisme et son contact avec Fiodor Dostoïevski. Le lendemain, il apprend que Vovtchik Maloï est mort lors d'une confrontation avec des Tchétchènes. Les problèmes débutent pour Khanine qui perd ainsi son protecteur et doit fermer son agence. Morkovine propose un nouveau job à Tatarski.
Il l'introduit dans les affaires de publicité où il a ses entrées. Il apprend dans ce milieu d'affaire que les politiciens que l'on voit à la télévision n'existent pas vraiment mais sont créés à partir d'un ordinateur hyper puissant. Au plus ces hommes politiques virtuels sont au sommet de la hiérarchie, au mieux le 3D fonctionne : Boris Eltsine, par exemple, ou les oligarques. Morkovine lui explique qu'il existe une service appelé Volonté du peuple, dont les collaborateurs racontent ce qu'ils ont vu passer comme leaders politiques. Il s'avère, à les entendre, que tout est décidé en Russie par des politiques ou des oligarques créés par des spécialistes de la 3D. Tatarski demande comme cela se fait et se réalise et comment il était possible d'influer sur le cours de la politique et de l'économie mondiale. Mais Morkovine lui interdit, ne fût-ce que de penser à ce sujet. Tatarski est pourtant nommé senior creator de la division Kompromat. Lui est adjoint un coauteur du nom de Maliouta. Il est obligé de s'enfuir pour avoir révélé par inattention le nom d'un activiste du groupe Volonté du peuple. Après avoir pris de l'amanite séchée lors de son passage par un bois et quand elle produit son effet hallucinogène il escalade à nouveau la tour du chantier abandonné qui ressemble à la Tour de Babel. Puis il s'endort.
Il se retrouve complètement nu, dans des pièces profondément enfouies sous la terre et prend part à un étrange rituel. Azadovski l'accompagne et lui raconte l'histoire de la déesse antique qui voulait devenir immortelle. Elle se divise entre la partie d'elle-même qui veut mourir et l'autre partie qui ne veut pas mourir. Entre ces deux parties commence une guerre dont la dernière bataille s'est produite à l'endroit où Tatarski se trouve avec Azadovski. Quand la partie pour la mort a commencé à l'emporter, les autres dieux sont intervenus et les ont obligés à faire la paix. La déesse est dépouillée de son corps et devient telle que tout le monde le souhaite. Sa mort est devenue un chien boiteux à cinq pattes qui est obligé de dormir dans une région lointaine du nord. La société dans laquelle entrait Tatarski était gardée par le rêve de ce chien à cinq pattes (dont le nom est Pizdets, acronyme : ПЦ) au service de la déesse Ishtar. Le chef de la société est Farsouk Seïfoul-Fartseïkine, un présentateur télé bien connu que Tatarski rencontrait souvent sans être un familier. Le front de Tatarski est oint de sang de chien et on lui demande de regarder dans un grand œuil pour voir si la déesse reconnaîtra en lui son nouvel époux terrestre. Jusqu'à présent son époux était Azadovski mais il se fait assassiner devant Tatarski. Pour pouvoir devenir le mari de la déesse et s'unir à elle, Tatarski doit être pris en copie par un appareil numérique capable de créer du 3D. C'est sa copie 3D qui devient l'époux de la déesse Ishtar. Sa copie 3D devient aussi le sujet publicitaire de clips publicitaires.

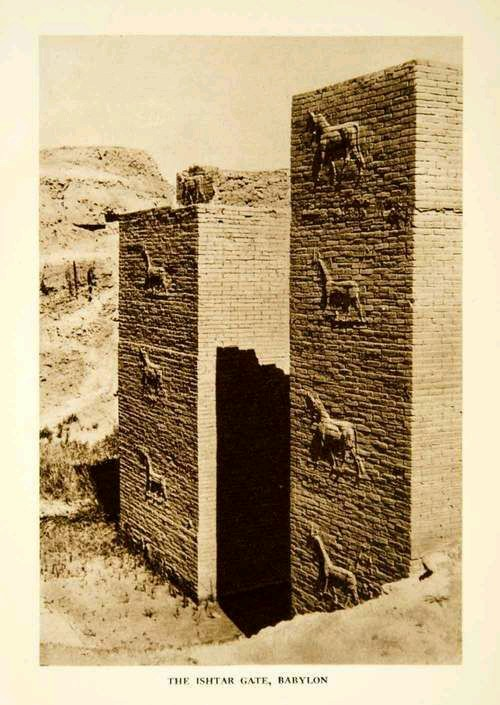
Porte d'Ishtar à Babylone en 1938 reconstruite au musée de Pergame à Berlin.

## Thématique
L'un des thèmes principaux de l'œuvre de Pelevine, est le mythe sous toutes ses formes, variations et transformations, depuis la mythologie classique à la mythologie actuelle, sociale et politique. Le roman se présente comme une parodie de dystopie avec une description de nombreuses publicités et la représentation de réalité virtuelle. Farsouk Seïfoul-Fartseïkine, dans le cours du roman, s'adressant à Tatarski lui demande : « Toi, Vavan, ne cherche rien dans les significations symboliques, parce qu'au sinon tu trouveras ». L'auteur semble ainsi s'adresser à ses lecteurs et critiques en attendant d'eux qu'ils lui exposent leurs idées. Les critiques identifient les thèmes suivants dans le roman :
- Mythologie et religion de Sumer, ésotérisme et diverses questions religieuses[40].
- Publicité et stratégie de marketing, leur influence sur l'homme et adaptation du marketing étranger à la mentalité russe.
- Croyance dans les médias de masse, mentalité russe et L'Idée russe.

« Quant au régime politique correspondant, il s'agit de la télécratie ou de la médiacratie, car l'objet des élections est une émission de télévision. Il faut se rappeler que le mot démocratie utilisé aujourd'hui n'est pas le même que celui qui avait cours au XIXe siècle et au début du XXe siècle. Ce ne sont que des homophones. Le vieux mot démocratie vient du grec demos, alors que le nouveau provient de  démonstration comme dans version démo. »

- Théorie du complot (dans Génération P, l'idée suivant laquelle le monde est dirigé par une loge d'annonceurs publicitaires est avancée)[42].
- Le rôle des narcotiques dans la créativité artistique[42]. Le thème de l'influence de la drogue sur la créativité est présenté en décrivant l'état du protagoniste après l'utilisation de stupéfiants. L'utilisation d'amanite provoque un dysfonctionnement du langage du héros, qui conduit Tatarski à l'idée qu' « il n'y a pas de vérité absolue, elle dépend de l'observateur témoin de l'évènement ». Dans l'épisode durant lequel s'exprime l'esprit de Che Guevara, la dépendance de l'homme à la télévision faisant de lui un sujet virtuel est démontrée[43],[44],[45].

Che Guevara par Jim Fitzpatrick (artiste)

### Vie postcommunistes et idées nationalistes
L'action du roman se déroule au moment où disparaît un ancien système de symboles et d'idéaux, tandis qu'apparaît quelque chose qui ne porte pas encore de noms et beaucoup d'incertitudes dans un monde où les gens apprennent tout par la télévision et les journaux,. Pendant la préparation de la campagne publicitaire pour la société Gap Tatarski formule l'idée suivant laquelle, en Russie, il y avait toujours eu un fossé entre la culture et la civilisation, et qu'au moment où il y réfléchit, il n'y a plus ni culture, ni civilisation. La seule chose qui reste c'est le fossé, l'écart. Du fait de cette rupture la génération de Tatarski vit dans cet écart, dans une incertitude absolue. L'idée de l'absence de préparation de l'homme à sa rencontre avec la démocratie et l'économie de marché s'exprime au niveau du personnage principal par la perte du sens de la vie durant le passage du passé communiste au présent démocratique. Pelevine s'est beaucoup intéressé au développement des affaires en Russie et a formulé celui-ci comme suit: « la loi économique fondamentale de la formation de la période post-socialiste c'est celle de l': accumulation primitive du capital de Karl Marx qui s'installe définitivement ».
Comme dans ses autres ouvrages, Pelevine dans Generation „П“ pose la question de savoir si et comment tout ce qui s'est passé a affecté la personnalité et la spiritualité des gens. Mais si ses livres précédents (La Mitrailleuse d'argile, La vie des insectes ) créaient le chaos dans une atmosphère surréaliste, dans Génération „P“ au milieu du chaos commence à apparaître un ordre et cet ordre s'avère terrifiant,.
Dans le roman, Vovtchik Maloï, demande à Tatarski pour tester ses connaissances, de développer le concept de L'Idée russe mais ce dernier n'y parvient pas du tout. Vovtchik se plaint à Tatarski du fait que les russes ne sont pas respectés dans le monde et sont considérés comme des bêtes sauvages parce qu'ils n'ont pas d'idée nationale. La seule idée que Tatarski parvient à sortir sur la question est que « Bien sûr il existe une conspiration antirusse, sans aucun doute, le seul problème est qu'elle implique toute la population de Russie ». Lors d'un interview de l'auteur de Génération „P“ comme on lui demandait s'il avait trouvé l'idée nationale, il a répondu : « Bien sûr. C'est Vladimir Poutine ».

### Société de consommation
Viktor Pelevine présente dans ce roman sa théorie économique d'Oranus (latin : Oranus) fondée sur une société humaine formant un organisme vivant. Les gens dans cette théorie, sont des cellules et le système nerveux, tandis que les médias de masse sont le vecteur des influx nerveux. Ils apprécient tout dans cette conception en fonction de l'argent, que ce soit pour en gagner, ou pour en dépenser. Les wow-impulsions sont des signaux qui motivent les gens à gagner et dépenser de l'argent et à chasser de leur tête tout ce qui n'est pas lié à l'argent. Le mot wow ! provient de l'interjection commerciale anglaise wow"!, en français
Ouah !. (Mais le signal wow existe aussi en astronomie comme signal radio capté depuis l'espace en 1977). L'auteur distingue trois types de wow-impulsions :
- la wow-impulsion orale, qui encourage les gens à absorber de l'argent, à en posséder ;
- la wow-impulsion anale, qui encourage une personne à émettre de l'argent, à le dépenser. Le fait de dépenser et non de posséder procure de la satisfaction
- la wow-impulsion de substitution est un mécanisme par lequel le système Oranus se protège de l'immixtion de la conscience dans son activité. Il consiste dans l'ignorance totale des concepts qui ne sont pas liés à l'argent[46],[54],[55].

Pelevine montre le rôle sémantique de la télévision, de l'informatique, des drogues dans la vie de tous les jours qui agissent sur l'identité, et l'incitent à absorber de l'argent puis à le dépenser, en transformant l'homme en une cellule de consommation de masse. L'homme devient ainsi dépendant d'une série de simulacres, qui lui sont imposés par les moyens d'information de masse. Les dits simulacres créent une image d'une personne heureuse qui a trouvé le bonheur par la possession de biens matériels. C'est pourquoi, afin de correspondre à l'image et pour produire la bonne impression qu'on lui impose, les gens sont obligés d'acheter des types de vêtements, d'accessoires, de voitures et de se trouver une femme d'un genre bien déterminé,. 

### Publicité
L'un des thèmes clés de l'ouvrage est l'influence de la publicité et des stratégies de marketing sur l'Homme. Comme l'écrit le critique Maxime Pavlov, le roman est surchargé de parodie de publicité, jusqu'à la « parodie pour la parodie ». La philosophie de la publicité conçue par Tatarski est celle de l'auteur du roman, lorsqu'une personne cesse d'être Homo sapiens pour devenir Homo Zapiens, cela devient une personne interchangeable. À l'image du protagoniste du roman, l'auteur dépeint une relation inextricable entre la dépersonnalisation de l'homme et son entraînement dans le domaine des technologies de manipulation de la conscience. L'Homo Sovieticus comme l'Homo Zapiens apparaît comme une victime de la société. Les deux essences sont nourries d'illusions : chez les uns elle vient de la foi dans le Parti communiste, et chez l'autre de la soif de biens de consommation.
Pelevine décrit diverses techniques de manipulations : depuis les slogans publicitaires classiques produits par l'activité fantastique des creators qui travaillent pour chasser les valeurs traditionnelles de la population russe et leur remplacement par des idéaux de pacotille. Les slogans publicitaires créés par le héros du roman sont en quelque sorte la dominante symbolique du roman tout entier. Tatarski crée des textes exagérés, hyperboliques, absurdes qui parviennent à créer du mythe publicitaire complètement séparé des produits eux-mêmes, à tel point que ces textes démontrent l'inutilité et l'absence de fonctionnalité de ces produits,.
Dans ce roman de Pelevine, les citations et parodies de scénarios et de clips publicitaires occupent beaucoup de place et ils sont repris de publicités de vraies marques telles que Coca-Cola, Pepsi, Sprite, Pantene, Mercedes-Benz, Sony, Panasonic, Viewsonic, Tampax, Tuborg, GAP, Parliament, Ray-Ban, et beaucoup d'autres du fait que Tatarski conçoit des concepts pour des marques qui n'existent pas en réalité. Beaucoup de ces concepts sont des spécimens classiques, basés sur des légendes historiques, des mythes nationaux. Du fait de l'utilisation de la technologie publicitaire, les biens de consommation sont élevés à un rang de valeur inhabituellement élevé pour eux. Les valeurs spirituelles ou artistiques sont utilisées par la publicité pour des fonctions subordonnées, basses, banales, vulgaires. La seule chose qui compte est qu'elles fassent consommer.
En 2005, la firme Deka décide de produire un kvass sous le nom Dobrynia Nikititch, mais un mois et demi avant le lancement le nom a été modifié en Nikola qui a été emprunté à Generation „П“. Tatarski développe en effet dans le roman l'idée d' une campagne publicitaire pour du non-cola, 7UP — Le non-cola » avec ce slogan : Sprite— le non-cola de Nikola. La firme Deka a donc sorti son produit avec ce slogan : Kvass non-cola, buvez Nikola !. Le directeur du marketing de la firme Deka a admis que c'est le roman qui lui a inspiré l'idée du slogan, Pelevine, dans son roman Empire V crée un nouveau slogan : Nikola, vraiment, c'est pas pour les pédés !.

## Caractéristiques artistiques
Le roman Generation „П“ n'a pas été soumis à une correction professionnelle avant d'être livré au public. Si bien que des défauts apparaissent dans le texte que la critique a de suite repéré. Le texte contient des fautes stylistiques, les plus courantes étant des tautologies, les clichés, que l'auteur répète d'un épisode à l'autre. Pelevine utilise également les mêmes épithètes pour qualifier des objets différents. Il écrit dans un langage qui n'est pas littéraire. On remarque aussi la présence du langage mat, ce qui ne plait pas à de nombreux critiques.
La liberté de ton du roman permet à l'auteur d'y insérer de nombreux textes, slogans et sketch spirituels. Nombre de critiques prétendent que le roman de Pelevine se compose d'un mélange de nombreuses anecdotes, de folklore de rue et de culture de masse américaine. La langue du roman est de l'argot, du jargon de jeunes, du vocabulaire de Volapük, de la publicité et des relations publiques. Pour Pelevine il s'agit d'une image d'initiation caractéristique dans laquelle la voie du héros et celle du lecteur consiste en une transition de l'ignorance vers la connaissance.. L'ouvrage contient de nombreux anglicisme à tout propos.

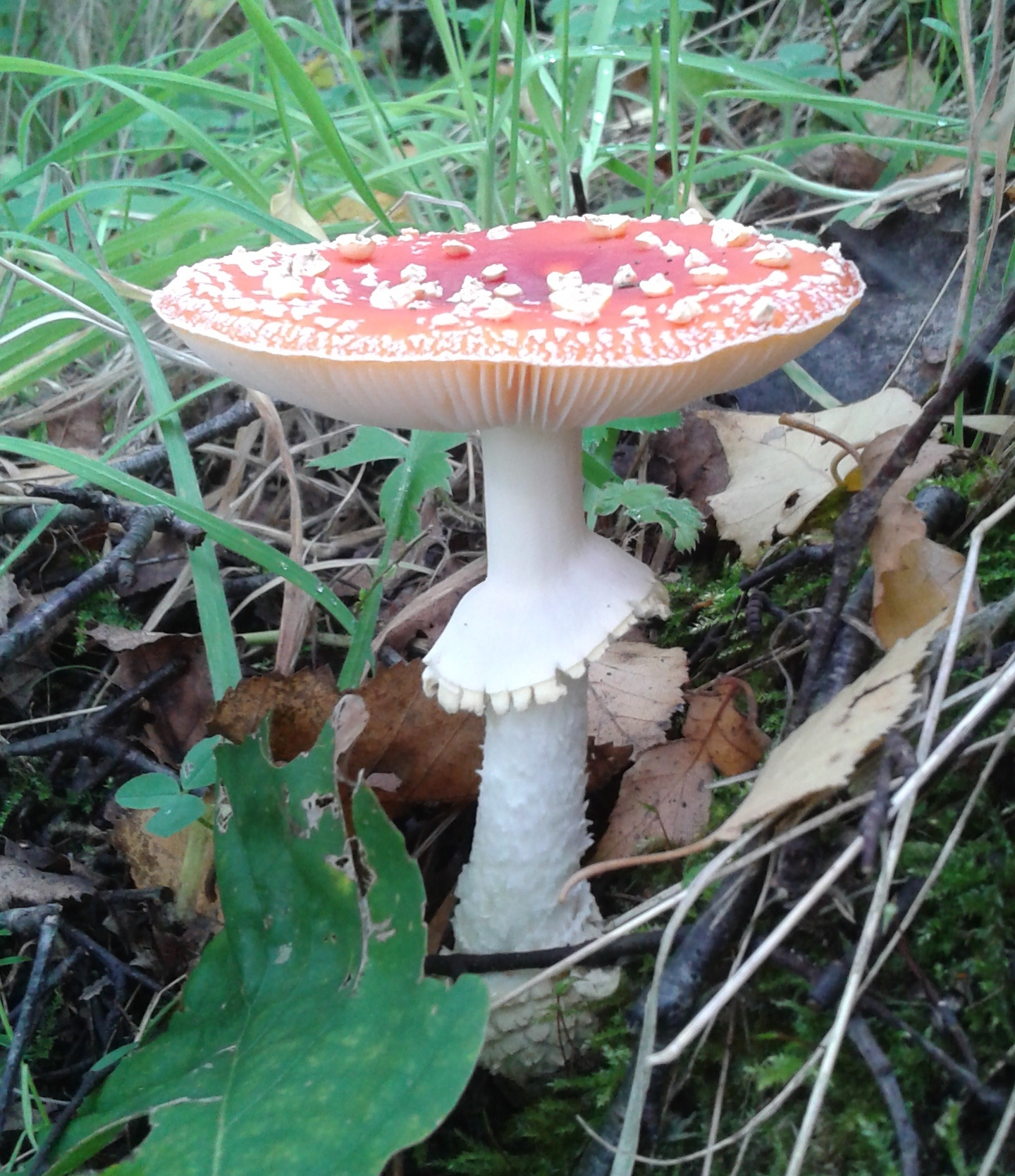
Amanite tue-mouches ou fausse oronge

Selon Dmitri Golynko-Volfson, « le fondement stylistique du roman peut être trouvé parmi l'héritage des intellectuels romantiques tel que Ernest Hemingway, dans les adaptations du bouddhisme de J. D. Salinger, dans la futurologie des frères Arcadi et Boris Strougatski avec en plus le psychédélisme de Carlos Castaneda et la critique de la société d'Irvine Welsh ». Un des aspects littéraires du roman est l'inclusion de la réalité virtuelle dans le récit. Cette approche se fait par le parcours délirant du héros, alors qu'il est sous l'effet de stupéfiants. L'utilisation d'amanite tue-mouches (ou fausse oronge) provoque un dysfonctionnement de la parole de Tatarski. Cela le conduit à penser qu'il n'y a pas de vérité absolue et que celle-ci dépend de l'observateur et du témoin des évènements. Et il en déduit, sur base d'un long développement, que la dépendance d'une personne à la télévision la transforme en une réalité virtuelle.

### Structure du livre
Le livre est divisé en 16 chapitres:
1. Génération « P »
2. Draft Podium
3. Tiamat-2
4. Les trois énigmes d'Ishtar
5. Les Pauvres Gens
6. Le chemin vers soi-même
7. Homo Zapiens
8. Un havre de Paix
9. Le timbre de Babylone
10. Vovtchik le Petit
11. L'Institut d'apiculture
12. Un nuage en pantalon
13. Le facteur islamique
14. Journées critiques
15. La chambre d'or
16. L'homme Tuborg

### Lien avec d'autres romans et avec des évènements réels

#### Extérieurs
On trouve souvent dans les romans de Viktor Pelevine, en plus de références à la religion et à la philosophie, des textes et des références à d'autres cultures artistiques, en particulier des cultures actuelles telles que la culture populaire, la culture indienne ou la culture classique.
Au sein de ces cultures : des chants, des textes littéraires ou musicaux, des livres, des films, des contes et des légendes,.
D'autres phénomènes de la culture moderne, de la vie sociale, de l'histoire et de la sous-culture se retrouvent également dans les romans de Pelevine et constituent, comme l'indique la préface, un espace d'information commercial et politique. Parmi ceux-ci : la dislocation de l'URSS et le développement post-soviétique de la Russie, la technologie informatique, les communications par téléphone mobile, internet, les marques, les publicités, le marketing et les relations publiques, les médias de masse,,.
On retrouve également de nombreuses références aux phénomènes tels que ceux liés à
- la sphère littérature et folklore — 73 références, parmi lesquelles 43 sont des mentions d'écrivains russes ou étrangers;
- la sphère cinématographique — 33, parmi lesquelles 14 sont des références à des stars de cinéma, des acteurs, des metteurs en scène, des studios de cinéma;
- la sphère mythologique- 43, parmi lesquelles 28 sont des références à des créatures mythologiques, des lieux ou personnages de la Bible[68].

Viktor Pelevine mentionne dans son roman les critiques littéraires qui ont émis des critiques négatives à propos de ses livres précédents. Pavel Basinski, par exemple, qui était peu flatteur
à propos de « La Mitrailleuse d'argile », se retrouve dans le roman dans des toilettes de village et puis enfoncé jusqu'au cou dans des matières fécales, répondant à la critique par une métaphore disant « tu es toi-même de la merde ». Selon plusieurs critiques, le nom d'un des héros du roman Azadovski est une satire adressée à Konstantin Markovitch Azadovski (ru), président du jury du Prix Booker russe 1999. Le prototype du designer Seni Velina, qui a inventé la boule verte pour enlever les cadavres en toute discrétion, est le célèbre designer Semion Levine, créateur du logo de NTV. Pelevine mentionne les paroles de la chanson de Boris Grebenchtchikov, et, quand il imagine une publicité pour cigarettes, il utilisé ces paroles,. Les principales idées concernant le chien nommé Pizdets sont empruntées à l'ouvrage L'Idée russe : le culte de tous les peuples pour Pizdets Konstantin Krylov (ru).

#### Intérieurs
Generation „П“ et beaucoup d'autres romans de Pelevine ont des liens entre eux, par exemple:
- Empire V : Beaucoup d'idées et d'images de Generation „П“ font échos à celles de Empire V — Babylen Tatarski apparaît dans ce roman comme un Chaldéen, responsable de la création; Ishtar comme déesse suprême à laquelle tout le monde est relié par une chaîne alimentaire .
- Le livre sacré du loup-garou: Babylen Tatarski est cité en passant pour dire que c'est devenu un connard[9]. L'idée du chien à 5 pattes pour désigner le Pizdets est présente dans les deux livres.
- ДПП (NN): Le créateur à qui Stiopa donne des ordres, c'est Maliouta, le même personnage que dans Generation «П». Le nom de Tatarsky est mentionné dans la conversation avec lui[75].
- De l'eau à l'ananas pour la belle dame : dans le récit de l'Opération „Burning Bush“ est mentionnée l'hallucination de Tatarski relative au Buisson ardent.
- De même, Saveli Skotenkov. Saveli jette sur la voiture de Tatarski une bouteille de vin en criant À Kandahar c'était plus dur .
- La Mitrailleuse d'argile: dans les deux œuvres apparaît Vovtchik Maloï, sous le surnom du nietzschéen[67]

On retrouve encore, dans Génération P , des pratiques qui ont été utilisées dans d'autres romans de Pelevine:
- Dans Омоn Rа, le père appelle également son fils d'un nom étrange lié à d'anciennes civilisations comme le père de Tatarski[24].
- Dans La Mitrailleuse d'argile: le héros principal rencontre un vieil ami qui est aussi écrivain, et cette rencontre change sa vie de façon capitale. Dans les deux livres, le monde est gouverné par une société secrète[67]
- Dans Courte histoire du paintball à Moscou et Variante grecque est exprimée une vision pleine d'esprit sur le monde russe des affaires[74].

### Discours
Dans Génération „П“, sont mêlés différents styles et différents discours,. Le roman s'ouvre à des discours hors du domaine littéraire et cherche à se plonger dans l'espace de la communication de la société russe actuelle. Ce sont les discours:
- sur la publicité;
- sur les produits de base[49];
- sur la science;
- sur la mythologie;
- sur la philosophie et la culture :
- sur la philologie et l'utilisation de dérivés lexicaux étrangers. Ainsi sur la transformation de l'interjection wow[48];
- sur l'eschatologie[76].

## Points de vue et critique
Lors de ses conférences et de ses interviews, Pelevine affirme qu'il ne s'intéresse pas à la critique,. Dans le roman Génération P, il écrit par l'intermédiaire du personnage principal qu': « il est temps de se lier à un critique littéraire et de penser à un vrai client ». Entre parenthèses, il veut dire qu'il est facile d'émettre l'idée que dans la littérature il n'y ait que l'auteur et le lecteur qui aient une importance
,.
La réaction des critiques à Génération „П“» a été ambiguë. D'un côté, les critiques ont loué le roman pour sa langue brillante, la philosophie profonde qu'il développe, la dynamique du sujet, l'originalité des idées. Par contre, d'autres critiquent la pauvreté de la langue, l'abondance des personnages et des intrigues qui rendent la lecture difficile, et encore le vocabulaire vulgaire, obscène et dépravé. Plusieurs critiques considèrent Génération „P“ beaucoup plus pauvre que les romans précédents de l'auteur. La revue Expert fait remarquer que la sortie du roman de Pelevine a été un évènement culte parmi les plus importants de l'année 1999
. Aujourd'hui, beaucoup le considèrent comme un roman culte,,. En 2000, le roman a obtenu à Saint-Pétersbourg le prix Bronzovaïa Oulitka ainsi que le prix de littérature allemande Richard Chenfeld. En octobre, Génération „P“ a été nommé au Prix Booker, mais le jury l'a ignoré. Quand on a demandé à Pelevine ce qu'il pensait il a répondu qu'il n'attendait rien d'autre de l'establishment littéraire, que la critique ne l'intéressait pas, que son livre sortait en d'importants tirages et que le Prix Booker ne représentait rien pour lui.
Plusieurs critiques considèrent que le roman est une satire mordante de l'industrie russe des relations publiques, une véritable encyclopédie de ces activités et un miroir des processus sociaux des années 1980,1990, 2000, ainsi qu'une prévision pour les années qui suivent.
Alexandre Arkhangelski (ru) considère que Génération „P“ ne représente pas de la littérature sérieuse, mais plutôt une littérature de culture populaire, une espèce de musique pop intellectuelle. Leonid Kaganov considère que Génération „П“ est un des meilleurs livres sorti depuis le roman de Pelevine La Mitrailleuse d'argile. On y trouve beaucoup d'humour, des traits d'esprit, des idées philosophiques. Mikhaïl Sverdlov, dans sa critique, attire l'attention sur le style du roman. Pour lui il est écrit dans une langue qui n'est pas littéraire. Evgeni Chklovski estime qu'avec ce roman Pelevine a trouvé sa niche dans la littérature mondiale contemporaine. Le critique du The Guardian, Steven Poole décrit le roman comme une synthèse de la satire moderne, du bouddhisme et de l'égyptologie. (Bien que ce soit la mythologie de Sumer et non de l'Égypte qui soit abordée). Le critique littéraire Michiko Kakutani, du The New York Times, l'appelle roman culte, mais il lui a fait ressentir un sentiment fantasmagorique et absurde. C'est, selon lui, un récit salace et dégoutant dont les conclusions philosophiques et maniaques sont embellies sans soins par un courant de conscience provenant de l'usage de narcotiques.
Pavel Basinski reconnaît, quant à lui, que le roman Génération „П“ a une grande authenticité et que, même dans 100 ans, il pourra encore transmettre à ses lecteurs la manière de respirer, d'entendre des hommes des années 1990 et montrer quels images leur passaient devant les yeux. Les auteurs du livre Pelevine et la génération du vide, écrivent que le roman est devenu populaire et a été aidé par les talents de Pelevine, sa capacité à trouver des formules et des citations mémorables . Selon ces auteurs, Pelevine a abattu un travail considérable que seuls des auteurs brillants tels que Alexandre Griboïedov, avaient accompli avant lui en sortant des aphorismes qui nous survivront tous.
Le critique Lev Rubinstein est un de ceux qui ne répondent pas positivement à la lecture de ce roman :
« Generation „П“ est un récit un peu embrouillé qu'il n'est pas possible de lire en entier en s'amusant. Est-ce dû à son genre ? Anti-utopie sans être de l'anti-utopie. Satire sans être satire. Qu'importe. La langue? Une langue pour des amis de la prose de qualité ? Absolument pas. C'est la langue du nouveau journalisme, non sans élégance, non sans esprit d'observation, non sans pétulance en même virtuosité, ni sans acuité et généralisations paradoxales. »
Le critique Dmitri Chamanski donne son opinion sur le roman :
« Destiné à un succès notoire, le roman se révèle, malgré tout, trop faible pour qu'une faction s'organise contre lui. Le roman ne maîtrise pas la charge sémantique que l'auteur a l'intention de lui donner. En décidant de se rapprocher de sa métaphysique quotidienne, Pelevine a osé prendre comme image mythique le nouveau russe et les slogans publicitaires. Le résultat est qu'au lieu d'un roman tout à fait contemporain, et à la mode, il sort un loubok de mauvais goût. Conçu pour un public le plus large possible, le roman n'a pas pu soutenir la censure des lecteurs, non seulement dans la production de littérature sérieuse, mais même dans le genre de la littérature captivante. »

## Édition
La première édition du roman date de 1999. Avant même cette publication, on trouvait le livre sur Internet, ce qui a permis aux critiques de se faire une première idée du roman et aux lecteurs de s'y intéresser. Cette publication de Génération „P“ était attendue depuis longtemps, du fait que c'était deux ans après le roman de Pelevine La Mitrailleuse d'argile. Le tirage s'est élevé à 360 000 exemplaires. Deux mois après la publication, 70 000 exemplaires étaient déjà vendus À la fin 1999 200 000 exemplaires avaient été vendus.
En russe
- Viktor Pelevine, Generation «П», Moscou, Vagrious/Вагриус,‎ 1999, 336 p. (ISBN 5-7027-0949-7)
- Viktor Pelevine, Generation «П», Moscou, Vagrious /Вагриус,‎ 2000, 336 p. (ISBN 5-264-00371-8)
- Viktor Pelevine, Generation «П», Moscou, Vagrious/Вагриус,‎ 2001, 336 p. (ISBN 5-264-00678-4)
- Viktor Pelevine., Generation «П», Moscou., Vagrious/Вагриус,‎ 2003, 336 p. (ISBN 5-9560-0076-7)
- Viktor Pelevine., Generation «П», Moscou, Eksmo/Эксмо,‎ 2004, 352 p. (ISBN 5-699-07471-6)
- Viktor Pelevine., Generation «П», Moscou, АСТ,‎ 2004, 336 p. (ISBN 5-9560-0195-X)
- Viktor Pelevine., Generation «П», Moscou, Eksmo,‎ 2007, 352 p. (ISBN 978-5-699-21361-0)
- Viktor Pelevine, Generation «П», Moscou, Eksmo/Эксмо,‎ 2009, 384 p. (ISBN 978-5-699-37905-7)
- Viktor Pelevine, Generation «П», Moscou, Eksmo/Эксмо,‎ 2009, 352 p. (ISBN 978-5-699-28918-9)
- Viktor Pelevine, Generation «П», Moscou, Eksmo/Эксмо,‎ 2011, 320 p. (ISBN 978-5-699-33038-6)
- Viktor Pelevine, Generation «П», Moscou, Eksmo/Эксмо,‎ 2012, 384 p. (ISBN 978-5-699-54414-1)
- Viktor Pelevine, Generation «П», Moscou, Eksmo/Эксмо,‎ 2012, 606 p. (ISBN 978-5-699-45094-7)

En 2003, est édité un livre audio dont le texte est lu par Vdal Kopp et, en 2006, la maison d'édition Mediakniga ressort une nouvelle version avec la voix d' Andreï Kourilov.
Le livre en traduction en langue étrangère
Le livre a été publié à maintes reprises à des tirages élevés aux États-Unis, en Grande-Bretagne, en France, en Espagne, en Allemagne.
L'ouvrage « Generation „П“ » en version anglaise est un peu raccourci. C'est Andrew Bromfield qui a assuré la traduction en anglais. Mais tous les slogans ont du être réinventé du fait qu'il était difficile de les traduire du russe en anglais. Plusieurs phrases n'ont pas pu être traduite correctement en anglais. Par exemple; le slogan « Un Seigneur de confiance pour des messieurs sérieux » est traduit « Le Sauveur du son pour les sauveurs du son »
Il en résulte que le clip de la publicité pour Dieu est transformé en publicité pour la Bible :
« …une chambre dans un hôtel de luxe, une table de marbre sur laquelle se trouve un ordinateur dont l'écran affiche « Transfert d'argent confirmé ». À côté un billet de cent dollars roulé en tube en une Bible de l'hôtel en trois langues, sur laquelle on vient de préparer de la cocaïne. Le slogan : « La parole qui brille pour votre monde brillant !» »
Certains critiques considèrent qu' Andrew Bromfield (en) n'a pas réussi à traduire correctement le roman en anglais, parce que le texte chevauche deux systèmes culturels distincts différents.
- En anglais : Viktor Pelevine/  Виктор Пелевин, Homo Zapiens, Etats-Unis/США, Penguin Books,‎ 2003 (1re éd. Generation «П»), 324 p. (ISBN 978-0-14-200181-3)
- En anglais : Viktor Pelevine/ Виктор Пелевин, Babylon, Grande-Bretagne/Великобритания, Faber and Faber,‎ 2003 (1re éd. Generation «П»), 324 p. (ISBN 978-0-14-200181-3)
- En espagnol : Viktor Pelevine/Виктор Пелевин, Homo Zapiens, Испания,‎ 2003 (1re éd. Generation «П»), 284 p. (ISBN 978-84-397-0968-8)
- En français : Pelevine, V. Homo Zapiens = Generation „П“ / Viktor Pelevine. — p.  : Seuil Fiction, 2001. — 410 p. —  (ISBN 978-2020327367).
- En chinois : 维·佩列文. “百事”一代 = Generation «П» / 维·佩列文. — 北京 : 人民文学出版社, 2001. — 301页. — 10 000样. —  (ISBN 978-7020033621).

## Cinématographie

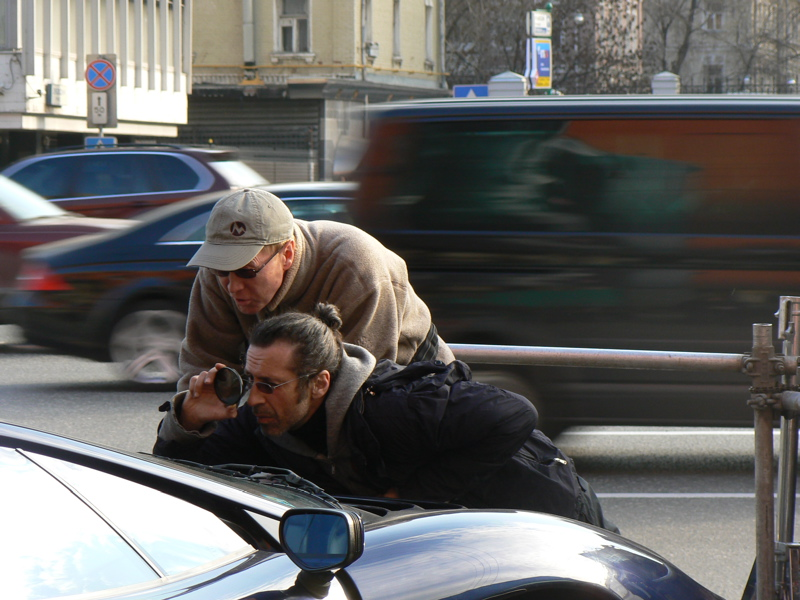
tournage d'une scène pour le film

Le travail sur le film a débuté à la fin 2006, la distribution a débuté le 14 avril 2011. La première du film a eu lieu lors du 46e Festival international du film de Karlovy Vary. Le film a été réalise dans le cadre du cinéma russe indépendant, sans participation de grandes compagnies cinématographiques. Le metteur en scène Victor Ginzburg a trouvé des fonds pour réaliser son projet, mais à plusieurs reprises le projet a été sur le point d'être arrêté faute de moyens.
Les acteurs du film sont Vladimir Epifantsev, Mikhaïl Efremov, Andreï Fomine,Vladimir Menchov, Ivan Okhlobystine, Alexandre Gordon et d'autres encore,.

« Le scénario diffère fondamentalement du roman par sa structure et sa dynamique. J'ai un publicitaire qui apparaît  dans un kiosque avant que n'arrive Morkovine puis j'ai changé la suite des évènements clés qui sont liés dans le roman à une mystique qu'il est impossible de suivre au cinéma. J'ai donné au héros ce qui est indispensable dans un film, c'est-à-dire une volonté propre. C'est une histoire sans intrigue classique, tout est lié à la dynamique, à la force d'attraction et au „оh non!“ de la pensée philosophique. »

— Viktor Ginzburg
La structure du roman est complexe et les lignes des sujets de l'action sont entrelacées. Le travail de scenario a demandé des changements importants par rapport au livre : à la différence de l'histoire écrite, qui se termine à la fin des années 1990, l'action du film se poursuit jusqu'à nos jours, n'est pas terminée et se poursuit dans l'avenir. Certains critiques ne voient pas l'ombre de Pelevine dans le film, pour d'autres c'est le contraire. Le film Generation „П“ a rapporté plus de 4,5 millions de dollars et a été invité au programme officiel de dizaines de festivals mondiaux,.
L"édition Russia Beyond the Headlines, projet international en anglais de Rossiyskaya Gazeta, considère "Generation «П» comme l'un des meilleurs films de l'année 2011.